# Amblard de Lyon
Amblard est un archevêque de Lyon du Xe siècle ; probablement de 957 à 979.

## Histoire
D'origine auvergnate, Amblard a peut-être été abbé d'Ainay avant d'accéder au trône épiscopal. Mal connu, on sait de lui qu'il défend les monastères bénédictins, dont celui de Saint-Symphorien d'Autun ou le prieuré de Mornant, contre les spoliations de laïcs.
Il appuie également le renforcement des pouvoirs de l'abbaye de Savigny auprès du roi de Bourgogne Conrad. Celui-ci confirme la liberté d'élection de son abbé et lui confère l'immunité.